# Eudasys ophrys
Eudasys ophrys är en tvåvingeart som beskrevs av Ian David Whittington 2003. Eudasys ophrys ingår i släktet Eudasys och familjen bredmunsflugor.
Artens utbredningsområde är Nigeria. Inga underarter finns listade i Catalogue of Life.